# Totò (album)
Totò è un album di Franco Simone pubblicato dall'etichetta discografica Fonit Cetra nel 1989.

## Tracce
Lato A
1. Amazzonia
2. Desiderio
3. Totò
4. Insonnia
5. Malafemmena

Lato B
1. Danze ungheresi
2. Rebibbia
3. Cara droga (nuova versione)
4. Montmartre

## Formazione
- Franco Simone – voce, cori
- Enzo De Carlo – chitarra
- Gigi Cappellotto – basso
- Lele Melotti – batteria
- Carlo Gargioni – tastiera
- Claudio Tuma – chitarra
- Pinuccio Pirazzoli – tastiera, cori, programmazione
- Paolo Carta – chitarra
- Orlando Ghini – basso
- Giovanni Guerretti – tastiera
- Claudio Pascoli – sax
- Lalla Francia, Paola Folli – cori